# Mohammed Qassim
Mohammed Qassim (India; 9 de noviembre de 1981) es un exfutbolista de los Emiratos Árabes Unidos nacido en la India que jugaba en la posición de defensa.

## Carrera

### Club
| Periodo   | Club                 |
| --------- | -------------------- |
| 2000-2001 | Al Ain FC            |
| 2001-2012 | Al-Ahli FC           |
| 2012–2015 | Al-Dhafra            |
| 2015–2016 | Dibba Al Fujairah FC |
| 2016–2017 | Hatta Club           |
| 2017–2018 | Dibba Al-Hisn SC     |

### Selección nacional
Jugó para Emiratos Árabes Unidos en 68 ocasiones de 2002 a 2011 y anotó un gol; participó en dos ediciones de la Copa Asiática y en los Juegos Asiáticos de 2002.

## Logros
- UAE Pro League (2): 2005-06, 2008-09
- Copa Presidente de Emiratos Árabes Unidos (4): 2000-01, 2001-02, 2003-04, 2007-08
- Supercopa de los Emiratos Árabes Unidos (1): 2009
- Copa de Clubes Campeones del Golfo (1): 2001